# Cratinus agassizii
Cratinus agassizii, thường được gọi là cá mú vây chỉ Graery, là loài cá biển duy nhất thuộc chi Cratinus trong họ Cá mú. Loài này được mô tả lần đầu tiên vào năm 1878.

## Phân bố và môi trường sống
C. agassizii có phạm vi phân bố nhỏ hẹp ở vùng biển Đông Nam Thái Bình Dương. Loài này được tìm thấy từ miền nam Ecuador đến miền bắc Peru, bao gồm Quần đảo Galapagos ngoài khơi. C. agassizii sinh sống trong các khu rừng ngập mặn và trong các vịnh nhỏ ở vùng đáy cát và đá tảng, độ sâu khoảng từ 25 m trở lại. Nó thỉnh thoảng được nhìn thấy xung quanh các rạn đá ngầm.
Cá con C. agassizii thường được tìm thấy ở các khu rừng ngập mặn, một môi trường sống đang bị đe dọa bởi sự khai thác và phát triển khu vực ven biển ở nhiều vùng dọc theo Đông Thái Bình Dương. Các khảo sát cho thấy việc suy giảm rừng ngập mặn đã khiến một số loài cá bị tuyệt chủng. C. agassizii cũng là loài có giá trị và tầm quan trọng trong nghề chài lưới. Chúng dễ bị tận diệt do sống ở vùng nước tương đối nông và gần bờ. Ở Galapagos, loài này bị đánh bắt rất nhiều, và nó thường xuyên xuất hiện ở các chợ cá ở Peru và Ecuador. C. agassizii hiện được xếp vào danh sách Loài sắp bị đe dọa.

## Mô tả
C. agassizii trưởng thành có kích thước lớn nhất là khoảng 60 cm. Cơ thể thuôn dài, đầu dài và nhọn, miệng rộng. Thân màu nâu xám; bụng nhạt màu hơn; vây ngực và gai vây lưng vươn dài màu nâu đỏ; đôi khi có 6 - 7 sọc đen mờ ở bên thân.
Số gai ở vây lưng: 10 (gai thứ 3 đến thứ 5 vươn dài, đôi khi cả gai thứ 6 và 7); Số tia vây mềm ở vây lưng: 13; Số gai ở vây hậu môn: 3; Số tia vây mềm ở vây hậu môn: 7; Số gai ở vây bụng: 1; Số tia vây mềm ở vây bụng: 5; Số tia vây mềm ở vây ngực: 19.
Thức ăn của C. agassizii có lẽ là các loài động vật giáp xác và sinh vật phù du.